# Carl Jonas Pfeiffer
Carl Jonas Pfeiffer (Kassel, 7 februari 1779 - Kassel, 3 mei 1836) was een Duits malacoloog en bankier in Kassel.

## Leven
Carl (Karl) Pfeiffer  werd geboren in Kassel. Zijn vader Johann Jakob Pfeiffer was hoogleraar theologie in Marburg.  Tot zijn 14e ging hij naar school in Marburg en ging daarna in de leer als koopman in Kassel en Frankfurt am Main. In 1800 studeerde hij korte tijd in Marburg (filosofie, logica, geschiedenis, handelswetenschappen, moderne talen). In 1803 richtte hij met zijn jongere broer in Hanau de tabaksfabriek Gebr. Pfeiffer op. In 1818, toen Hanau werd gescheiden van de rest van Hessen, verhuisden ze het hoofdkantoor van het bedrijf naar Kassel en begonnen daar een geldwisselkantoor.
Vanaf 1816 begon hij op aanraden van de malacoloog Gottfried Gärtner conchylia te verzamelen in het gebied rond Hanau en later ook rond Hessen. Van 1821 tot 1829 publiceerde hij de natuurhistorie van Duitse land- en zoetwaterweekdieren in drie delen.
In 1808 trouwde hij Marie Louise Theodore Merrem met wie hij drie kinderen kreeg. Zijn zoon Louis Pfeiffer was de oprichter van Bankhaus L. Pfeiffer.